# Teodoret z Cyru
Teodoret z Cyru, Theodoretus (ur. ok. 386/393, zm. ok. 457/466) – grecki pisarz, historyk Kościoła starożytnego, teolog, biskup Cyrrhus (Cyr, arab. Ḳūrus w Syrii) (od 423 roku), ojciec Kościoła, egzegeta i teolog oryginalny.
Występował przeciw różnym herezjom i poglądom religijno-historiozoficznym, takim jak millenaryzm czy monofizytyzm Eutychesa.

## Życiorys
Urodzony ok. 393 r. w Antiochii, zdobył tam wykształcenie wśród mnichów, wśród których był m.in. Nestoriusz. Sam został mnichem ok. 416. Kiedy w 430 Cyryl Aleksandryjski rozpoczął kampanię przeciw Nestoriuszowi, stanął w obronie swego nauczyciela. Konsekwentnie, w 431 na Soborze Efeskim, przeciwstawił się potępieniu nestorianizmu, choć nie podzielał bez zastrzeżeń poglądów. Ułożył pięć ksiąg Pentalogion przeciw decyzjom soboru i nauce Cyryla. W 447 napisał Eranistesa („Żebraka”), występując w obronie prawdy objawionej.
Za tę postawę w sprawach wiary był prześladowany. Na „zbójeckim” synodzie w Efezie w 449 usunięto go ze stolicy biskupiej i zesłano do Apamei Syryjskiej. Dopiero po apelu papieża Leona Wielkiego oraz interwencji u nowego cesarza, Marcjana, wrócił do Cyru. W 451 Sobór Chalcedoński zrehabilitował go po potępieniu przez niego Nestoriusza. Sto lat później, w 553 r, w wyniku dysputy chrystologicznej nad właściwym ujęciem zjednoczenia dwóch natur w Chrystusie, jego dzieła zostały potępione na Soborze Konstantynopolitańskim II, jako jeden z tzw. Trzech rozdziałów. Uznano jego pisma za teologiczne zaplecze koncepcji nestoriańskich.

## Pisma
Teodoret napisał wiele prac, ale najważniejsze są dwie: Eranistes („Żebrak”, dzieło teologiczne o podwójnej naturze Chrystusa) oraz Hellenikon therapeutike pathematon („Leczenie chorób hellenizmu”, dzieło apologetyczne rozprawiające się z różnymi kwestiami religijnymi ówczesnych czasów).
- Eranistes („Żebrak”), napisany ok. 447, jest najważniejszym dziełem teologicznym Teodoreta. Składa się z czterech ksiąg. Trzy pierwsze to dialogi o podwójnej naturze Chrystusa: w pierwszej Chrystus przedstawiony jest jako „Niezmienny”, w drugiej jako „Nie zmieszany”, w trzeciej – jako „Nie podlegający cierpieniom”. Księga czwarta zbiera poprzednie dialogi w czterdzieści sylogizmów. Autor cytuje ponad dwieście tekstów, zapożyczonych z prawie dziewięćdziesięciu różnych dzieł patrystycznych.
- Hellenikon therapeutike pathematon („Leczenie chorób hellenizmu”), napisane przed 437, jest najważniejszym dziełem apologetycznym Teodoreta i ostatnią wielką, w całości zachowaną, starożytną apologią chrześcijańską. Składa się ono z dwunastu rozpraw o zasadniczych kwestiach, które nurtują człowieka religijnego i filozofa. Autor podaje i porównuje odpowiedzi mądrości pogańskiej i religii objawionej. Starożytni pisarze (Tacyt, Swetoniusz, Julian Apostata) uważali chrześcijaństwo za chorobę polegającą na bezbożności i zabobonie. Teodoret z kolei dowodzi, że to właśnie poganie są chorzy na zarozumiałość: oni potrzebują leczenia; zbyt zadufani w wartość filozofii nie dostrzegają jedynej prawdy objawionej; akcentuje wyższość Ewangelii nad filozofią grecką. Odpiera więc tradycyjne zarzuty kierowane pod adresem chrześcijaństwa.
- Dzieła egzegetyczne stanowią objętościowo najważniejszą część spuścizny Teodoreta. Zachowały się komentarze do: Pieśni nad Pieśniami, Psalmów, wszystkich proroków: Daniela, Ezechiela, Jeremiasza, Izajasza. Z Nowego Testamentu zachował się jedynie komentarz do czternastu Listów św. Pawła. Wszędzie krytykował swoich poprzedników, którzy jego zdaniem zbytnio ulegali wpływom egzegezy żydowskiej.
- Historia Kościoła, napisana na wzór Euzebiusza z Cezarei. Autor rozpoczyna od okresu, na którym się zatrzymał Euzebiusz. W pięciu księgach przedstawione są lata od 323 do 428, w znacznej części są to dzieje sporów ariańskich. Autor zdradza nastawienie antyheretyckie i apologetyczne. Cytuje też wiele dokumentów (listy synodalne, encykliki biskupie, dekrety cesarskie).
- Dzieje miłości bożej, Historia mnichów syryjskich
- Listy

## Przekłady w języku polskim
- Teodoret biskup Cyru, Dzieje miłości Bożej. Historia mnichów syryjskich, przeł. Katarzyna Augustyniak, wstęp: Katarzyna Augustyniak, Ewa Wipszycka, opracowanie Katarzyna Augustyniak, Ryszard Turzyński, Tyniec - Kraków 1994, Wydawnictwo Benedyktynów. Źródła Monastyczne t. 7, ISBN 978-83-7354-205-1.
- Teodoret z Cyru, Historia mnichów, przeł. S.J. Piskorski, [w:] Żywoty Ojców, albo dzieje duchowne powieści starców zakonników, pustelników wschodnich, przeł. S.J. Piskorski, Kraków 1688, s. 688–736.
- Teodoret z Cyru, Historia mnichów, [w:] M. Michalski, Antologia literatury patrystycznej, t. 2: (IV w.), Warszawa 1982, s. 100–104.
- Teodoret z Cyru, Leczenie chorób hellenizmu, z języka greckiego przełożył, wstępem, objaśnieniami i indeksem opatrzył Stanisław Kalinkowski, Warszawa 1981.
- Teodoret z Cyru, Leczenie chorób hellenizmu (fragm.), przeł. Stanisław Kalinkowski, [w:] ks. Szczepan Pieszczoch, Patrologia, t. 2: Ojcowie mówią, Gniezno 1994, s. 182–185.
- Teodoret z Cyru, Listy, z języka greckiego przełożył, wstępem i objaśnieniami opatrzył Jan Radożycki, Warszawa 1987.
- Teodoret z Cyru, Listy, przeł. Leokadia Małunowiczówna, [w:] Antologia  listu starochrześcijańskiego, t. 1: Listy z dziedziny kierownictwa duchownego, red. Leokadia Małunowiczówna, Lublin 1978, s. 325–336.